# 超晶格
超晶格（英語：superlattice）是两种或多种材料构成的周期性交替层结构。通常每一层的厚度在几个纳米的数量级。20世纪初，人们通过X射线繞射发现了超晶格的现象。
超晶格结构中，当两种薄层材料的厚度和周期长度小于电子平均自由程时，整个电子系统进入量子领域，产生量子尺寸效应。此时，夹在两个垒层间的阱就是量子阱（英语：quantum well）。
1970年美国IBM实验室的江崎玲于奈（1973年諾貝爾物理學獎得主）和朱兆祥提出了超晶格的概念。他们设想如果用两种晶格匹配很好的半导体材料交替地生长周期性结构，每层材料的厚度在100nm以下，则电子沿生长方向的运动将会产生振荡，可用于制造微波器件。两年以后，此设想在一种分子束外延设备上得以实现。超晶格材料是两种不同组元以几个纳米到几十个纳米的薄层交替生长并保持严格周期性的多层膜，事实上就是特定形式的层状精细复合材料。

## 分类
超晶格又分以下几种
1.组分超晶格：如果超晶格材料的一个重复单元是由两种不同材料的薄层构成，则叫做组分超晶格。
2.掺杂超晶格：在同一种半导体中，用交替地改变掺杂类型的方法获得的新型人造周期性结构的半导体材料。
掺杂超晶格的优点：任何一种半导体材料只要很好控制掺杂类型都可以做成超晶格；多层结构的完整性非常好，由于掺杂量一般比较小，杂质引起的晶格畸变也较小，掺杂超晶格中没有像组分超晶格那样明显的异质界面；掺杂超晶格的有效能量隙可以具有从零到位调制的基体材料能量隙之间的任何值，取决于各分层厚度和掺杂浓度的选择。
3.多维超晶格：在多个维度上有两种或多种材料构成周期性交替结构的超晶格称为多维超晶格。利用光刻、腐蚀及超薄层生长技术等相结合可以生长多维超晶格。
4.应变超晶格：异质结构中，每层厚度足够薄，且晶格失配度不大于7%~9%时，则界面上的应力可以把两侧晶格连在一起而不产生界面失配位错，此时晶格完全处在弹性应变状态。利用这种特性制成的晶格失配度较大材料体系的超晶格称为应变超晶格。

## 延伸阅读
- Musikant, Solomon. . New York: Dekker. 1985. ISBN 978-0-8247-7309-0. doi:10.1063/1.881353.